# Хорвиц, Джонатан
Джонатан Хорвиц — магистр гуманитарных наук (англ. M.A.) в антропологии, шаманский практик с 1972. Восемь лет проработал в Фонде изучения шаманизма Майкла Харнера (США). Жил и работал с шаманами в индейских племенах сиу (Sioux), киккапу (Kikkapoo) и помо (Pomo), и в племенах саамов (Saami) на крайнем севере.
1986 г. — является организатором Скандинавского центра изучения шаманизма.
С 1986 года по настоящее время Джонатан Хорвиц работает шаманским консультантом, проводит курсы изучения шаманских практик в Англии, Дании, Швеции, Норвегии, Ирландии, Восточной Европе и России. С 2007 года руководит ретрит-центром в Швеции.

## Темы проводимых семинаров
- «Возвращение души»
- «Шаманское исцеление»
- «Шаманское консультирование»
- «Мир и Сила»

### Статьи по теме исследования шаманизма
- «Shamanism, Death, and Life»
- «All Life is connected»
- «Coming Home»
- «We Are all Connected»
- «Shamanic States of Consciousness»
- Empowerment — our Shamanic Inheritance, «Sacred Hoop» #64 2009

### Переводы на русский язык
- «В жизни все связано» Статья по базовому шаманизму
- «Возвращение домой» Статья по базовому шаманизму
- «Сила в твоей руке» Статья по базовому шаманизму
- "Памятка для путешествующих" Статья по базовому шаманизму
- "Мы все взаимосвязаны". Интервью журналу Caduceus
- "Смерть и жизнь"
- Шаманское состояние сознания или Что я здесь делаю?
- Активный шаманизм